# Daimler (бронеавтомобіль)

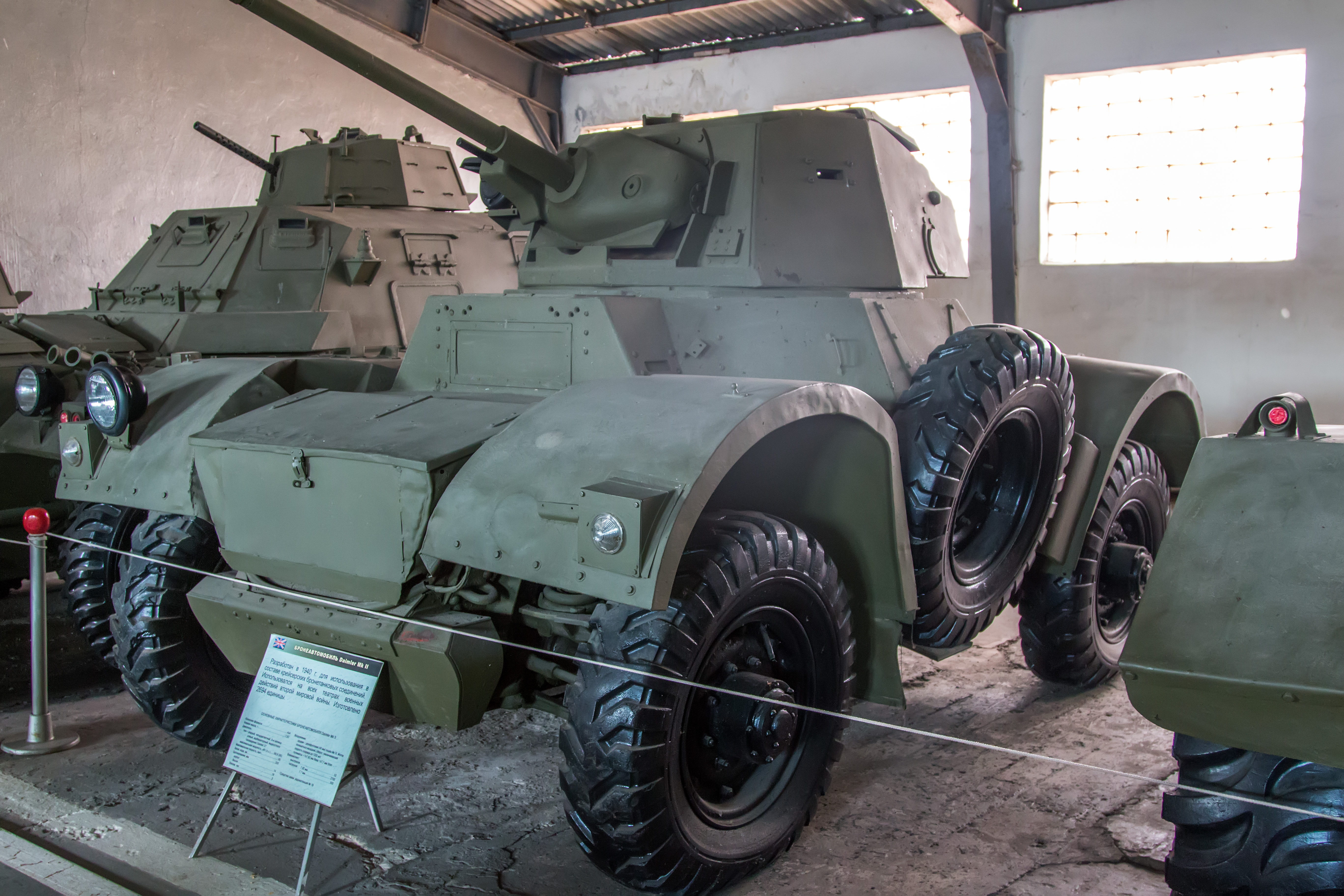
Daimler Armoured Car у музеї у Кубинці.

"Деймлер" (англ. Armoured Car, Daimler) - британський важкий бронеавтомобіль періоду Другої світової війни. По національній класифікації позначався як «легкий колісний танк » (англ. Light Tank( Wheeled ) ). першим у лінії британських бронеавтомобілів із гарматним озброєнням. Всього в ході серійного виробництва, що тривало з 1941 до закінчення війни в 1945 році, було випущено 2694 машини цього типу в декількох варіантах. Бронеавтомобілі "Деймлер" активно використовувалися британськими військами на Африканському театрі військових дій з липня 1942 року, а пізніше - і на всіх інших фронтах. Після війни "Деймлер" залишався на озброєнні британських військ до 1965 року.

## Історія створення
Бронеавтомобіль Daimler був паралельним розвитком автомобіля Daimler Dingo «Scout car», малого броньованого автомобіля для розвідки та зв’язку. Це був ще один дизайн Бірмінгемської стрілецької зброї. Більша версія, розроблена за тією ж компоновкою, що й Dingo, оснащена баштою, подібною до башти легкого танка Mark VII, і потужнішим двигуном.  Як і автомобіль Scout, він включав деякі з найпередовіших концепцій дизайну того часу і вважається одним із найкращих британських бронетранспортерів Другої світової війни. Двигун потужністю 95 к.с. ззаду був з’єднаний через рідинний маховик з преселекторною коробкою передач Wilson, а потім з Н-приводом.розташування з карданними валами до кожного колеса. Керування чотирма колесами, подібне до ранніх моделей автомобіля Scout, розглядалося, але не було реалізовано після досвіду з Dingo.
Прототипи були виготовлені в 1939 році, але проблеми з трансмісією, викликані вагою автомобіля, затримали введення в експлуатацію до середини 1941 року. Компанія Daimler побудувала 2694 броньованих автомобіля.
Daimler мав повністю незалежну підвіску та повний привід. Епіциклічна передача в маточинах коліс забезпечила дуже низьке передаточне число нижньої передачі – їй приписували керування нахилами 1:2. Міцний характер у поєднанні з надійністю зробили його ідеальним для розвідки та супроводу.
Варіант башти і гармата 2pdr також використовувалися на Light Tank Mk VII Tetrarch.

## Історія участі в бойових діях
Daimler брали участь у Північній Африці з 11-м гусарським полком і Дербіширським Йоменрі. Він також використовувався в Європі  і кілька транспортних засобів досягли театру Південно-Східної Азії. Типовий розвідувальний підрозділ пізньої війни в північно-західній Європі мав два броньованих автомобіля Daimler і два розвідувальних автомобіля Daimler Dingo.
Бронеавтомобільний полк британської індійської армії, 16-й легкий кавалерійський полк , який увійшов до складу військ 14-ї армії, був частково оснащений Даймлерами та брав участь у відвоюванні Бірми. 
Щоб покращити характеристики гармат, деякі Даймлери на європейському театрі мали свої 2-фунтові гармати, оснащені адаптером Littlejohn, який працював за принципом стискаючого каналу ствола. Це підвищило теоретичну бронепробивність гармати і дозволило їй пробити бортову або задню броню деяких німецьких танків.
Даймлери використовувалися територіальними частинами британської армії до 1960-х років, переживши їх заплановану заміну, бронеавтомобіль Ковентрі. Він все ще використовувався разом із Daimler Dingo ескадроном B 11-го гусарського полку в Північній Ірландії аж до січня 1960 року.
Полк індійської армії , 63 кавалерійський, був створений з бронеавтомобілями Humber в одній із своїх ескадрилій. Пізніше цю ескадрилью було виділено як самостійну розвідувальну ескадрилью, а інтегральну ескадрилью переформували разом з Daimlers.  На початку шістдесятих Хамбери та Даймлери індійської армії сформували охорону Президента та були задіяні для захисту Чушула під час індійсько-китайської війни 1962 року.

### Конфлікти
- Друга світова війна
- Корейська війна
- В'єтнамська війна
- Арабо-ізраїльська війна
- Індо-пакистанська війна
- Цейлонське повстання 1971 року
- громадянська війна на Шрі-Ланці

## Варіанти
- Mark I CS – варіант ближньої підтримки з 76-мм гарматою.
- Mark II – покращена башта, модифікована гарматна установка, покращений радіатор, аварійний люк водія, вбудований у дах, контейнер для гранати WP, встановлений у башті, і модифікований контейнер димогенератора.
- Безбаштовий полковий командний варіант, відомий як SOD («Sawn-Off Daimler»).

## Оператори

### Поточні
- Катар

### Колишні
- Австралія
- Бельгія
- Канада
- Індія
- Ізраїль
- Малайзія
- М'янма
- Нова Зеландія
- Польща
- Шрі-Ланка
- Об'єднане Королівство
- Кувейт